# Walther PP
Die Walther PP ist eine Selbstladepistole des deutschen Waffenherstellers Carl Walther GmbH. Die Modellbezeichnung „PP“ steht für „Polizeipistole“.

## Geschichte
Entwickelt von Fritz Walther, einem der fünf Söhne des Firmengründers Carl Wilhelm Freund Walther, revolutionierte die Walther PP ab 1929 als erste Pistole mit konstruktiv hochwertigem und problemlos funktionierenden Double-Action-Abzug den Bau von Spannabzugspistolen.
Ab 1931 wurde mit der Walther PPK (Polizeipistole Kriminal) auch ein kompakteres Modell mit kürzerem Lauf, Schlitten und Griffstück angeboten.
Vor, während und nach dem Zweiten Weltkrieg gehörte die Walther PP in zahlreichen Ländern zur Polizei- und Behördenbewaffnung, so u. a. auch in der Reichsfinanzverwaltung (Grenzaufsichtsdienst der Zollverwaltung beziehungsweise Zollgrenzschutz), wo sie letztmals 1943 Erwähnung fand. Beim Militär gehörte sie als Offizierspistole zur Ordonnanzbewaffnung.
Wegen der terminalballistisch unbefriedigenden Leistung des meist für den Polizei- und Militärdienst verwendeten Kalibers 7,65 × 17 mm wurden die „Waltherchen“, wie sie von vielen Beamten des Polizeidienstes genannt wurden, nach 1972 aus dem deutschen Polizeidienst ausgesondert. Viele Exemplare wurden günstig an Erwerbsberechtigte verkauft. Ihre Kompaktheit und Zuverlässigkeit machten und machen die Pistolen zu einem beliebten Begleiter von Jägern für Fallenjagd, Fangschuss und Selbstverteidigung.
Ab 1973 wurde die stark veränderte Variante der Walther PP, die Walther PP Super im Kaliber 9 × 18 mm Police gebaut. Diese Waffe fand am Markt aber wesentlich weniger Gefallen als die schlicht und elegant gehaltene Originalversion.

## Aufbau
Bei der Walther PP handelt es sich um einen einfach aufgebauten, unverriegelten Rückdrucklader mit feststehendem Lauf und Masseverschluss. Je nach Ausführung verschießt sie relativ schwache bis mittelstarke Patronen in den Kalibern:
- .22 lfB
- 6,35 mm Browning
- 7,65 mm Browning
- 9 mm kurz

Weil auf stärkere Kaliber verzichtet wurde, reicht die träge Masse des Verschlussstücks als Verschluss aus. Die Verschlussfeder ist einfach über den Lauf geschoben, der gleichzeitig die Aufgabe einer Führungsstange erfüllt. Diese Konstruktion, die weitgehend auf bewegliche oder abkippende Teile verzichtet, bringt technisch einen kleinen Vorteil gegenüber anderen Lösungen in Bezug auf die konstruktive Eigenpräzision der Waffe. Darüber hinaus kann die Höhe des gesamten Verschlusses gering gehalten werden, was der Waffe zu einer äußerst kompakten Form verhilft.
Eine der wesentlichen Neuerungen der PP war die Vielfalt ihrer Sicherungssysteme, die richtungweisend für zukünftige Pistolenmodelle sein sollte:
- Der Sicherungshebel sichert in der unteren Position die Waffe, indem er ein Auftreffen des Schlagstückes auf den Schlagbolzen verhindert. Wird er nach oben geschwenkt, ist die Waffe entsichert, was durch einen vorher vom Hebel verdeckten roten Punkt signalisiert wird.

- Durch das Abzugssystem nach dem Prinzip SA/DA (Single Action/Double Action) kann die Waffe durchgeladen, entsichert und entspannt, aber schussbereit und trotzdem gefahrlos geführt werden. Sichert man die Waffe mit dem Sicherungshebel, entspannt dieser automatisch das Schlagstück – er dient also gleichzeitig als Entspannhebel des Spannabzugs. Zur Abgabe des ersten Schusses muss der Schütze ein deutlich höheres Abzugsgewicht überwinden (DA). Nach dem ersten Schuss ist das Schlagstück dann bereits automatisch gespannt, das zu überwindende Abzugsgewicht liegt nun wesentlich niedriger (SA). Die Trefferlage kann bei Abgabe des Schusses aus dem SA-Zustand der Waffe positiv beeinflusst werden, da bei geringerem Abzugswiderstand die Waffe ruhiger im Schuss liegt.

- Die Fallsicherung: Erst bei Durchkrümmen des Abzuges wird – kurz vor dem Schuss – ein Riegel gelöst, der bis dahin Schlagbolzen und Patronenlager trennte. Auch bei starken Erschütterungen oder einem Fallenlassen der Waffe kann sich daher kein Schuss lösen.

- Der Ladestift an der Rückseite des Verschlusses oberhalb des Schlaghahns. Tritt er hervor, befindet sich eine Patrone in der Kammer. Der Stift ist darüber hinaus auch bei Dunkelheit deutlich ertastbar. Der Ladestift ist nicht bei Waffen im Kaliber .22 lfB verbaut, da dieser am Rand der Patrone anliegen würde und diese unbeabsichtigt zünden könnte.

Hinter dem Abzug liegt auf dem Griffstück der Druckknopf des Magazinhalters, der bei Betätigung das Magazin freigibt.

## Varianten

### PP
Das Grundmodell, die Walther PP, wurde als Polizeipistole konzipiert und vorwiegend von uniformierter Polizei und anderen uniformierten Behördenkräften sowie Offizieren beim Militär geführt. Vernickelte Modelle oder Modelle mit Gravuren und Ziselierungen sowie Goldintarsien und anderen schmückenden Bearbeitungen fanden zu allen Produktionszeiten der Pistole den Weg in die Hände privater Waffenbesitzer oder dienten als Geschenk für VIPs und ggf. Staatsgäste.

### PP Sport
Nach dem Krieg wurden verschiedene „Sport-Ausführungen“ der Walther PP im Kaliber. 22 lfB mit verlängerten Läufen (152 mm oder 204 mm) gefertigt. Diese Modelle waren mit Mikrometervisier, angedeutetem Formgriff und SA-Abzug erhältlich.

### MP
Vor dem Zweiten Weltkrieg entstanden auch mehrere Prototypen (Walther MP oder, in Abgrenzung zur gleichnamigen Maschinenpistole, MP-PP) im Kaliber 9-mm-Parabellum beziehungsweise 9 mm Steyr.

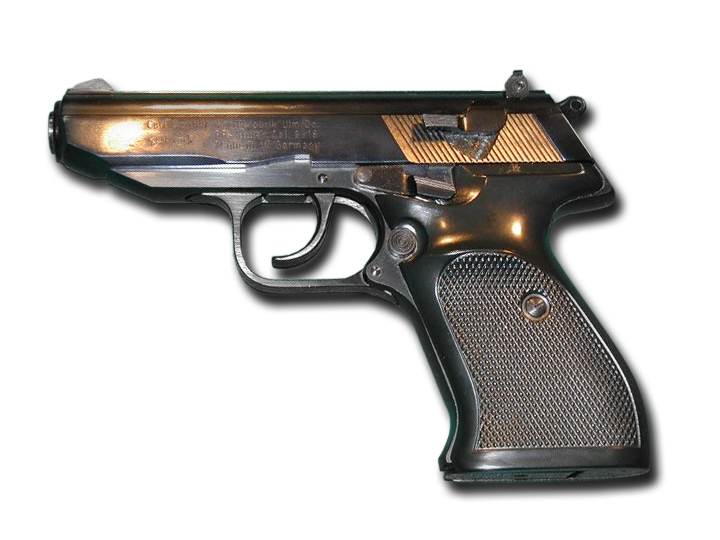
Walther PP Super

### PP Super
Die seit 1973 gebaute Walther PP Super im Kaliber 9 × 18 mm Police (nicht zu verwechseln mit dem Kaliber 9,2 × 18 mm der Makarow) unterschied sich nicht unerheblich vom Ausgangsmodell PP.

### Diverses
Die Walther PP besaß am Anfang noch eine kleine Abdeckplatte über dem Schlagbolzen, die sich jedoch nach dem Krieg als unnötig erwies und entfiel. Es gibt Ausführungen der Walther PP mit Griffstücken aus Dural-Aluminium, die ca. 40 g Gewicht im Verhältnis zu den aus Stahl gefertigten Griffstücken einsparen. Nicht in Serie gingen Prototypen mit doppelreihigen Magazinen für 10 und 13 Schuss.

## Nachbauten
Die Pistole wurde in Frankreich von Manurhin in Lizenz gebaut. Von Walther-Polizeipistolen gibt es aber auch eine Reihe unlizenzierter Nachbauten. Daneben wurde das Prinzip der Waffe aber auch von mehreren Herstellern aufgegriffen, um in Anlehnung an die Walther-Polizeipistolen eigene Konstruktionen zu entwickeln (z. B. die sowjetische Makarow PM).

## Anzahl
Laut einer Seriennummer-Studie von Dieter H. Marschall wurden vom Modell PP 940.000 Pistolen produziert; 540.000 bis 1945 in Zella-Mehlis, und weitere 400.000 zwischen den Jahren 1952 und 1999 bei Manurhin und Walther in Ulm. Vom Modell PPK wurden insgesamt 964.340 Pistolen hergestellt; 290.900 bei Walther in Zella-Mehlis, weitere 633.000 bei Manurhin/Ulm, dazu 33.640 PPK/L und 6.800 PPK/E. Ebenso wurden zwischen 1968 und 1989 115.100 Pistolen PPK/S aus den Produktionsstätte Manurhin und Walther in Arnsberg verkauft. Der Absatz bei der Pistole PP Super beläuft sich auf nur 12.400 Stück, wovon 11.100 im Kaliber 9mm Ultra, und 1.300 im Kaliber 9mm kurz hergestellt wurden. Nicht einberechnet sind US-Lizenzfertigungen.

## Weiteres
Einige der Walther PP-Modelle wurden nach Ende der Fertigung von der Firma Busch in Höchberg mit Genehmigung der PTB zu Schreckschusswaffen umgebaut. Sie werden im Internet gelegentlich als Stücke für Waffensammler angeboten.